# Бродерсби (Ангельн)
Бродерсби (нем. Brodersby) — община в Германии, в земле Шлезвиг-Гольштейн.
Входит в состав района Шлезвиг-Фленсбург. Подчиняется управлению Зюдангельн. Население составляет 484 человека (на 31 декабря 2010 года). Занимает площадь 10,36 км².